# Mansoura (Ghardaïa)
Mansoura (în arabă منصورة) este o comună din provincia Ghardaïa, Algeria.
Populația comunei este de 2.840 de locuitori (2008).